# چوب‌استخوانی آمریکایی
چوب‌استخوانی آمریکایی (نام علمی: Ostrya virginiana) نام یک گونه از سرده چوب‌استخوانی است.